# Dell Inspiron

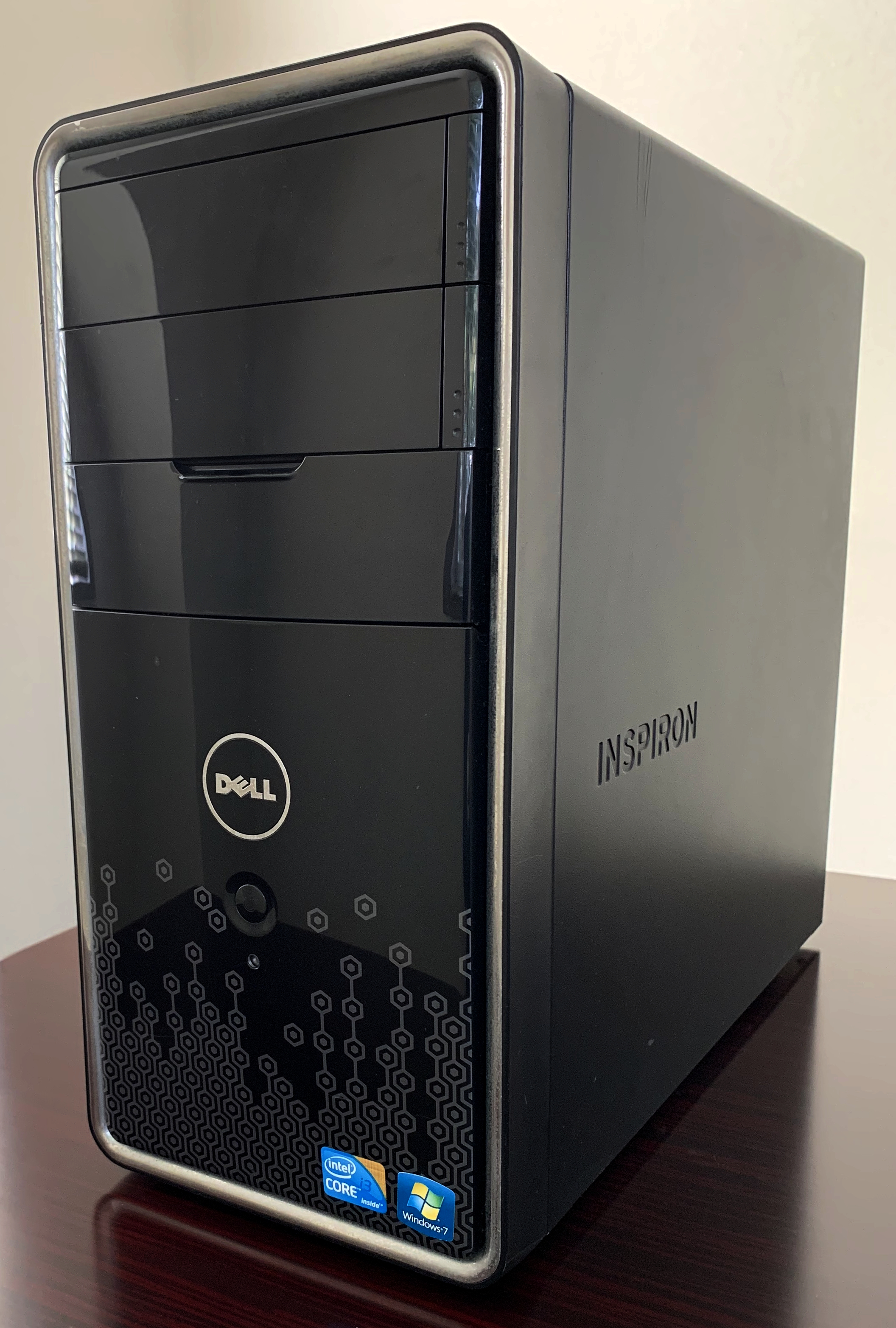
Inspiron 580

Inspiron（インスパイロン）は、デルのパーソナルコンピュータ (PC) のブランドの1つである。以前はデルのコンシューマー向けラップトップPCのブランドだったが、2007年6月に同社デスクトップブランドであるDimensionが統合され、デスクトップ、ラップトップ共に同社のコンシューマー向けのメインストリームブランドとなった。
全機種BTO対応。本ブランドに限らず、デル製品の全てに言えるが、コストパフォーマンスに優れているのが最大の特徴で、他メーカーと比べて安価で高スペックのPCを購入できる。なかでも、ラップトップPCの場合には変更が容易でないグラフィックボード等で高性能なものを選択できる利点があり、3Dゲームなど高スペックなグラフィックボードが必要なユーザーに好まれる。その反面、ソフトウェアは必要最低限のものしかインストールされておらず、必要なものを買い揃える必要がある。しかし、そのことは他社PCのように、インストールされているが使用しないソフトウェアがリソースを食うことで生じるパフォーマンスの低下を防げるため、必要なソフトウェアを厳選できる中級者以上のユーザーにとっては、喜ばれることでもある。
以前は、法人用PCのようなシンプルなデザインのものが多かったが、現行モデルでは、天板にカラーパネルを採用するなど、デザインにも注力していると思われる。

## 日本における主な現行機種
米Dell Inc.の日本法人であるデル株式会社が取り扱う主な製品は次の通りである。

### ラップトップPC
- Inspiron 3000シリーズ ( 基本モデル )
- Inspiron 5000シリーズ ( 標準モデル )
- Inspiron 5000ゲーミングシリーズ
- Inspiron 7000シリーズ ( 上級モデル )
- Inspiron 7000ゲーミングシリーズ

2in1と通常のクラムシェル型の両者をラインナップしている。
モデル名の見方：Inspiron 15 3000は、基本モデルで画面サイズが15インチである事を意味する。

### デスクトップPC
- Inspiron 3000シリーズ
- Inspiron 5000シリーズ
- Inspiron 7000シリーズ
- ゲーミングデスクトップ

オールインワンの一体型とデスクトップ本体のみを販売。

## 過去製品

### ミニラップトップPC
- Mini 9：8.9インチ液晶画面。省電力CPUやSSDを搭載。
- Mini 10：10.1インチ液晶画面。
- Mini 10v：10.1インチ液晶画面。
- Mini 12：12.1インチ液晶画面。

いわゆるネットブック。パッケージによって異なるが、OSはUbuntuあるいはWindows XPが選択できる。日本で唯一、OSにUbuntuがプレインストールしてあるネットブックパソコンである。
2011年に販売終了した。

### ラップトップPC
- 1300：14.1インチ液晶、15.4インチ液晶が選択可能。BTOによるカスタマイズに対応。
- 1501：14.1インチ、15.4インチ液晶を選択。AMD製CPUを同社のラップトップとして初採用（2008年6月現在販売終了）。
- 1420：14.1インチ液晶搭載。
- 1520：15.4インチ液晶搭載。
- 1720：17.1インチ液晶搭載。10キー搭載のフルキーボードを採用。現時点でWUXGA（1920×1200）の高解像度液晶を選択できる数少ないモデルの一つ。他にも1600×900などの解像度も変更できる。そしてこのPCには赤外線通信(irda)が搭載されており、通信をする事が可能に。

上記1420、1520、1720が同ブランド上の主力商品。それぞれ14.1インチ、15.4インチ、17.1インチのワイド液晶を採用。解像度等は選択可。インテル製CPU採用。(inspiron1720の場合Celeron、Core2DuoE番台、Core2DuoT8100が選べる。)NVIDIA製グラフィックボード選択可。ほぼ同性能、同価格帯となっており、ニーズに合わせた選択が可能。ただし、最小の1420でも厚さが32ｍmあるため、頻繁なモバイル用途にはあまり向かないと思われる。

### デスクトップPC
- 530 (531)：530はインテル製CPUを、531はAMD製CPUを採用、530はNVIDIA 530sを採用。
- 530s (531s)：530sはインテル製CPUを、531sはAMD製CPUを採用、ATI製グラフィックカードを採用。スリムタワー仕様。
- 545：530 (531)の後継種。筐体の前面パネルに、全8色のカラーバリエーションを採用。Intel製CPUを採用。
- 545s：530s (531s)の後継種。筐体の前面パネルに、全8色のカラーバリエーションを採用。Intel製CPUを採用。スリムタワー仕様。
- 580：Intel製CPU（Core i3 / Core i5）搭載。ミニタワー仕様。
- 580s：Intel製CPU（Core i3 / Core i5）搭載。スリムタワー仕様。

### アメリカ合衆国限定のモデル
Inspiron XPSシリーズはアメリカなど欧米市場限定のモデルだったが、2006年5月9日よりm1710の販売を日本で開始した。2005年にSonomaプラットフォームを導入した6000と9300が登場するまでは、最速モデルとしてプレスコットコアのPentium 4を搭載した9100があった。